# 孝淵的千萬LIKE
《孝淵的千萬LIKE》（韓語：효연의 천만 라이크）是韓國OnStyle電視台的綜藝節目，由少女時代成員孝淵主持與出演，主軸講述充滿興致和好奇的少女時代成員孝淵的日常生活真人秀節目，不僅將公開舞蹈、美容、時尚等孝淵的生活方式，包括少女時代在內的孝淵的朋友們也將一同出演，展現孝淵平凡中又充滿魅力的一面。在2015年6月播出的《孝淵的百萬LIKE》後，孝淵此次將以全新的樣子回歸。